# Бойко, Анатолий Иванович (певец)
Анатолий Иванович Бойко (укр. Анато́лій Іва́нович Бо́йко 2 июня 1945, Чугуев Харьковской области — 15 февраля 2021) — украинский оперный певец (бас). Народный артист РСФСР (1985).

## Общие сведения
Родился в Чугуеве Харьковской области в семье военного летчика.. В 1974 году окончил Одесскую консерваторию (класс О.А. М. Благовидовой). С 1972 года — солист Одесского театра оперы и балета .
В 1971 году записал на пластинку фирмы «Мелодия» украинскую народную песню «Ой нагнувся дуб высокий» (обработка А. Кос-Анатольского). Выступал на сценах Франции, Венгрии, Испании, Швейцарии, Португалии, Нидерландов, Германии, Сирии, Ливане, Ираке, Афганистане.
Жена артиста — Тимофеева-Бойко Светлана Дмитриевна, заслуженная артистка Украины.

## Партии
- Алеко («Алеко» С. Рахманинова)
- Борис («Борис Годунов» М. Мусоргского)
- Иван Хованский («Хованщина» М. Мусоргского)
- Галицкий, Кончак («Князь Игорь» О. Бородина)
- Грёмин («Евгений Онегин» П. Чайковского)
- Король Рене («Иоланта» П. Чайковского)
- Кривонос («Богдан Хмельницкий» К. Данькевича)
- Петр I («Петр I» А. А. Петрова)
- Собакин («Царёва невеста» М. В. Римского-Корсакова)
- Тарас («Семья Тараса» Д. Кабалевского)
- Ткаченко («Семен Котко» С. Прокофьева)

## Признание
- 1967 — лауреат Республиканского конкурса вокалистов
- 1973 — лауреат 6-го Всесоюзного конкурса вокалистов им. М. Глинки (Кишинев, 2-я премия)
- 1972 — лауреат 5-го Международного конкурса им. П. Чайковского (Москва, 3-я премия)
- 1985 — Народный артист УССР